# Elasmus longifasciativentris
Elasmus longifasciativentris is een vliesvleugelig insect uit de familie Eulophidae. De wetenschappelijke naam is voor het eerst geldig gepubliceerd in 1922 door Girault.